# Лесів Михайло
Михайло Лесів (пол. Michał Łesiów) (3 травня 1928, с. Стара Гута, тепер у складі села Гончарівка Монастириського району Тернопільської області — 15 липня 2016, Ольштин, Польща) — український мовознавець у Польщі, україніст і славіст, історик культури і церкви, доктор філологічних наук з 1973, професор (1984). Автор праць з українського та слов'янського мовознавства, діалектології, ономастики, історії і культури мови, фольклористики.

## Життєпис
Під час німецько-нацистської окупації — на примусових роботах у Німеччині. Від 1945 — в с. Вичулки (нині село Гончарівка Монастириського району Тернопільської області), згодом виїхав до Польщі.
Закінчив у 1955 році Люблінський католицький університет. У 1960 році стажувався у Київському університеті (з історії української мови), відвідав рідне село (також у 1963).
У 1973—1974 читав курси лекцій з українського мовознавства у Гарвардському університеті (Кембридж, США).
Від 1981 — декан гуманітарного факультету Університету ім. М. Кюрі-Склодовської. З 1983 — професор університетів у Любліні (Католицького та ім. М. Кюрі-Склодовської). Від 1992 — завідувач закладу філології Інституту слов'янської філології цього університету та завідувач кафедри слов'янських мов Католицького університету.

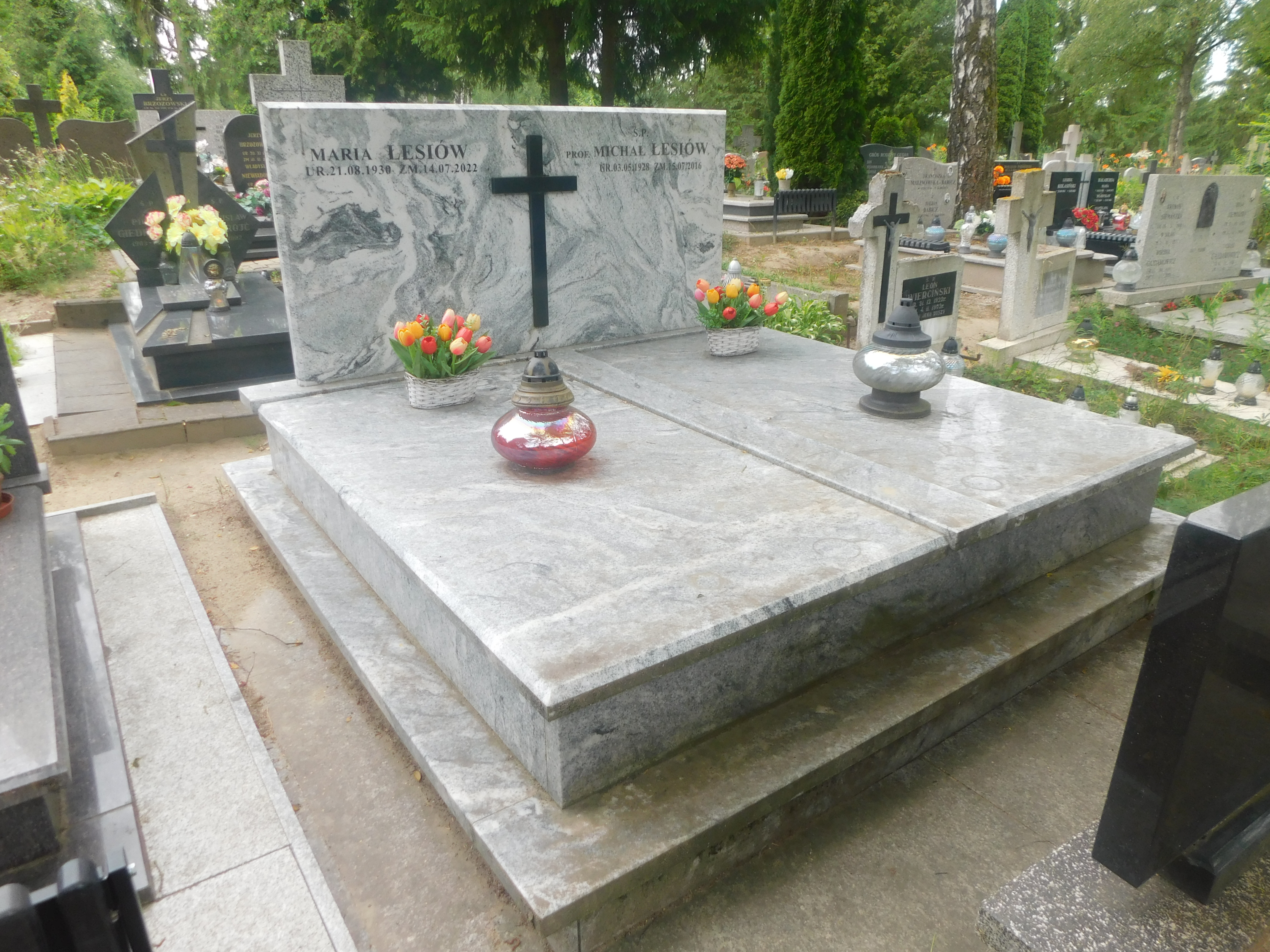
Могила Михайла Лесіва та його дружини Марії у Ольштині на цвинтарі на вул. Poprzeczna, фото 2024 р.

Помер і похований в Ольштині. Могила знаходиться на цвинтарі на вул. Poprzeczna: сектор 36, ряд 7, поховання 8 [Архівовано 6 серпня 2021 у Wayback Machine.].

## Відзнаки
- Офіцерський Хрест Ордена Відродження Польщі
- Лицарський Хрест Ордена Відродження Польщі
- Золотий Хрест Заслуг
- Хрест «За заслуги перед Церквою і Папою»
- Медаль Комісії Народної освіти
- Медаль «Memoriał iustorum»
- орден «За заслуги» III ступеня (Україна, 2008)[3]

### Праці
- з української діалектології:
  - стаття «Діалектні фонетичні елементи в галицьких віршованих драмах 17—18 ст.» (1961),
  - монографія «Українські говірки у Польщі» (1997);
- з ономастики:
  - монографії «Місцеві власні назви Люблінщини» (1972),
  - «Репрезентативна та комунікативна вагомість власних назв» (1976),
  - «Антропоніми в українському фольклорі» (1978),
  - «Власні імена людей в українських загадках» (1979—1980),
  - «Антропонімія в українських повістях М. Гоголя» (1984) та ін.;
- культури української мови та стилістики:
  - «Мовні поради» (цикл статей у газеті «Наше слово», 1965— 79);
- історії української мови та українсько-польських мовних взаємин:
  - «Роль церковнослов'янізмів і полонізмів в українській писемній мові 17 ст.» (1963),
  - «Польсько-українські взаємовпливи в світлі мовних фактів у середньовіччі» (1989).

Автор «Шкільної граматики української мови» для шкіл Польщі (1995), низки праць із фольклору українсько-польського прикордоння тощо.